# Boose
| Den svenska ätten Booses vapen med en liggande måne under två stjärnor, och den tyska adelsätten Boose med en röd ros på gyllene sköld. |  | Den svenska ätten Booses vapen med en liggande måne under två stjärnor, och den tyska adelsätten Boose med en röd ros på gyllene sköld. |
| Den svenska ätten Booses vapen med en liggande måne under två stjärnor, och den tyska adelsätten Boose med en röd ros på gyllene sköld. |  | |

Boose är namnet på två, sannolikt inte besläktade finländska adliga ätter, en äldre finsk-svensk ätt, vilken adlades 1407 av kung Erik av Pommern och introducerades vid Riddarhuset år 1642 med nummer 275, men var utdöd 1727, och en yngre uradlig tysk adelsätt från Holstein, inkommen till Sverige och Finland på 1500-talet, som aldrig introducerades eftersom den utslocknade omkring 1595.
Den finländska genealogen Jully Ramsay skriver i Frälsesläkter i Finland intill stora ofreden att ätten introducerades 1633, och att Åbo hovrätt bekräftade 1629, på grund av sina 1628 och 1629 anställda undersökningar, Tomas Henriksson Booses härstamning från Olof Bosson, som 1407 i Åbo fått frälsebrev av konung Erik af Pommern. Hon skriver vidare att Sköldemärket är lika med ätten Finckenbergs. I svenska riddarhusets stamtavlor har denna ätt blivit förblandad med ointroducerade
adliga ätten Boose, som förde en ros.  Gabriel Anrep tillägger att ätten Boose från Holstein inkom till Sverige under konung Gustav Vasas regering med Ludolf Boose. Dennes son slottsfogden Johan Boose fick sköldebrev av konung Johan III 1569-08-12, men ätten utdog med honom omkring 1595.

## Svenska ätten Boose från Finland
Boose var en svensk adlig ätt från Finland. Den introducerades vid Riddarhuset år 1642 med nummer 275. Utdöd 1727.
Vapen: två sexuddiga stjärnor i silver över en liggande växande måne i silver med ansikte, på blått fält (identiskt med ätten Finckenberg).

### Historia
Denna svensk-finska ätt härstammar från en Olof Bosson, vilken den sjunde december 1407 i Åbo erhöll frälsebrev av kung Erik av Pommern.

### Släkttavla
1. Henrik Eriksson i Hemböle i Sagu socken i Finland. Gjorde rusttjänst vid adelsfanan 1624. Var död 1625. Gift med Valborg Jakobsdotter, dotter av fogden Jakob Michelsson till Falkenberg, stamfader för adlade ätten Finckenberg, och Anna Knutsdotter.
  1. Claes Henriksson. Gjorde rusttjänst för Hemböle 1624. Han bevistade riksdagen 1642 och introducerades då å ättens vägnar under nr 275.
  2. Tomas Henriksson till Hemböle. Åbo hovrätt intygade 1629-06-23 på grund av sina 1628-06-28 och 1628-09-23 anställda undersökningar, hans härstamning från Olof Bosson, som 1407-12-07 i Åbo fått frälsebrev av konung Erik av Pommern. Död 1663 och begraven i Sagu kyrka, där hans vapen uppsattes. Gift med Ingeborg Danielsdotter, dotter av finske frälsemannen Daniel Klemetsson (Esping) till Kassor i Pargas socken.[4]
    1. Hans till Hemböle. Bevistade riksdagarna 1660 och 1664. Begraven 1680-10-03 i Saga kyrka. Gift med Sara Fogelhufvud, som levde änka på Hemböle 1697, dotter av Nils Michelsson Fogelhufvud, och Anna Nieroth, av livländsk adel.
      1. Carl Gustaf född omkring 1660. Var sergeant vid Tavastehus läns infanteriregemente 1681 och fänrik 1696. Löjtnant vid Tavastehus läns infanteriregemente 1701-01-23. Levde 1704, men omtalas 1710 såsom i kriget avliden, och var den siste av ätten på svärdssidan. Gift 1:o med Helena Sabelstierna, död 1693-10-27 Portas Gift 2:o före 1696 med Anna Maria von Köhnnigstedt i hennes 1:a gifte (gift 2:o med fänriken Johan Malm), dotter av kaptenen Johan Köhnn, adlad Köhnnigstedt, nr 1276, och hans 1:a fru Magdalena Maria Lambert.
        1. Brita Helena, född 1680 på Porkkala, död 1718-08-04 i Väster Färnebo socken, Västmanlands län. Gift 1703-03-24 i Hauho socken (FS.) med löjtnanten Arvid Tollet i hans 1:a gifte (gift 2:o 1723 med Eva Christina Chronander), född 1680, död 1736-06-09.
        2. Hedvig Juliana, född 1686-06-29 Kouvola av skriftställaren J. Finne, Helsingfors.) 1694-09-23.
        3. Ett barn, begraven 1699-04-07 i Hauho socken [Medd. av skriftställaren J. Finne, Helsingfors.].
        4. Ett barn, död 1707-01-20 i Hauho socken [Medd. av skriftställaren J. Finne, Helsingfors

      2. Anna, född 1663, död ogift 1727-12-16 på Hemböle.
      3. Carin, född 1667, död ogift 1717-07-15 på Hemböle.
      4. Sara, född 1671, död 1719-03-24 på Hemböle. Gift på 1690-talet med furiren Gabriel Oxhorn, av en ointroducerad finsk frälsesläkt, i hans 1:a gifte (gift 2:o omkring 1720 med Anna Christina Bock af Bukkila, född 1669, levde änka på Tuomola ännu 1760, dotter av löjtnanten Claes Bock af Bukkila, och Elin Sabelstjerna, nr 206), född 1658, död 1741 på Hemböle.

    2. Anna Margareta, levde 1699 på Strömsböle säteri i Sagu socken. Gift 1:o med fänriken Nils Linderoth. Gift 2:o med majoren Erik Skalm i Finland, nr 244.

  3. Eskil Henriksson. Levde 1625 på Hemböle. Gift med Margareta Michelsdotter. De hade en dotter Brita Eskilsdotter, som 1634 var gift med Michel Larsson.[4]
  4. Valborg Henriksdotter, nämnes 1646–1648. Gift med borgaren i Åbo Mårten Salko.[4]

## Tyska ätten Boose från Holstein
Boose är en tysk adelsätt från Holstein som inkom till Sverige med Ludolf Boose under Gustav Vasas regeringstid. Ätten utdog med hans son Johan Boose.
Vapen: en röd ros, på gyllene fält (identiskt med ätten Roos af Hjelmsäter).
1. Ludolf Boose (död före 1540) uppges ha stammat från Holstein. Kom till Sverige under konung Gustav Vasas regering och var avliden före 1540. Gift med Karin Olofsdotter (var död 1545) av finskt ursprung, dotter till Olof Pedersson Lille till Autis i Lemo (n:r 89, Wildeman) och Anna Fleming, n:r 4), och efter Ludolfs död omgift med häradshövdingen i Lappvesi härad, Bertil Jönsson.[5]
  1. Anna, fick i arvskifte efter morföräldrarna år 1545, andel i Forsby säteri i Pernå.
  2. Johan Boose (död mellan åren 1594 och 1596) var köksskrivare (kammarskrivare) vid hertig Johans hov på Åbo slott, fick sköldebrev av kung Johan III den 12 augusti 1569, var Erik XIVs fångvaktare och eskorterade i oktober 1572 den avsatte kung Erik till Kastelholms slott. Slottsfogde på Tavastehus 1576—77. Befallningsman på Reval med fullmakt 157418/7 (5) och innehade under olika år befallningen på Viborg. Upptog gärder till Viborgs slott 1591. Uppdrogs i kungligt bref af 15917/5 att pålägga fogdar och skrifvare att rusta till en fana, som skulle kallas fogdefanan. Rannsakade 1586 om ödeshemman i Raseborgs län. Drog 1592 efter Viborgs belägring därifrån till sin gård Karuna. Johan Bese var gift med Ingeborg Henriksdotter från Karuna, dotter till ägaren av Karuna gård, adelsmannen  och slottsfogden Henrik Simonsson till Karuna och Kerstin Fleming, och de hade en son och tre döttrar, vilka giftes in i släkterna Slang, Stjernkors respektive Hartikkala: Henrik Simonsson.
    1. Lydeke Boose
    2. Elin gift Claes Slang (var död 1628). De hade dottern Carin Slang, gift med Arvid Christersson (Björnram). Carin sålde 1638 jämte barnen Jokisato i Halikko socken till Arvid Horn och levde ännu 1652.
    3. Karin, gift med ryttmästaren Mans Ivarsson Stjernkors.
    4. Kerstin, gift med Björn Benktsson, uradliga Hartikkalasläkten. Efter mannens död gifte hon sig 1606 med livländaren Bertil Nieroth (död omkring 1651) som skulle avrättas i Åbo, och räddade därmed livet på honom, efter att ha tiggt om hans benådning, och de bodde tillsammans under svårigheter på Karuna gård, tills han tog ut skilsmässa och reste till Preussen.[5]

## Karuna gård
Gården, som är belägen i närheten av Karuna nya kyrka, blev frälse i mitten av 1500-talet; ägare var då slottsfogden Henrik Simonsson. Karuna gård gick sedan den övertagits av Henrik Simonssons svärson Johan Boose i arv i dennes släkt (Boose från Holstein) till mitten av 1600-talet. I ägolängderna påträffas senare medlemmar av flera högadliga ätter (bland andra Horn och Fleming), biskop Johannes Gezelius d.y. och dennes adliga efterkommande med namnet Olivecreutz, som ägde Karuna gård fram till 1837. Gården övergick i ofrälse händer i mitten av 1800-talet.